# Dimancheville
Dimancheville ist eine französische Gemeinde mit 107 Einwohnern (Stand: 1. Januar 2022) im Département Loiret in der Region Centre-Val de Loire. Sie gehört zum Arrondissement Pithiviers und zum Kanton Le Malesherbois.

## Lage
Sie grenzt im Norden an Augerville-la-Rivière, im Osten an Orville, im Süden an Briarres-sur-Essonne und im Westen an Le Malesherbois. Die Essonne tangiert die Gemeindegemarkung im Nord- und im Südosten.

## Bevölkerungsentwicklung
| Jahr      | 1962 | 1968 | 1975 | 1982 | 1990 | 1999 | 2008 | 2019 |
| --------- | ---- | ---- | ---- | ---- | ---- | ---- | ---- | ---- |
| Einwohner | 71   | 58   | 61   | 58   | 82   | 88   | 90   | 113  |

## Sehenswürdigkeiten
- Kirche Saint-Blaise, seit 2005 Monument historique[1]

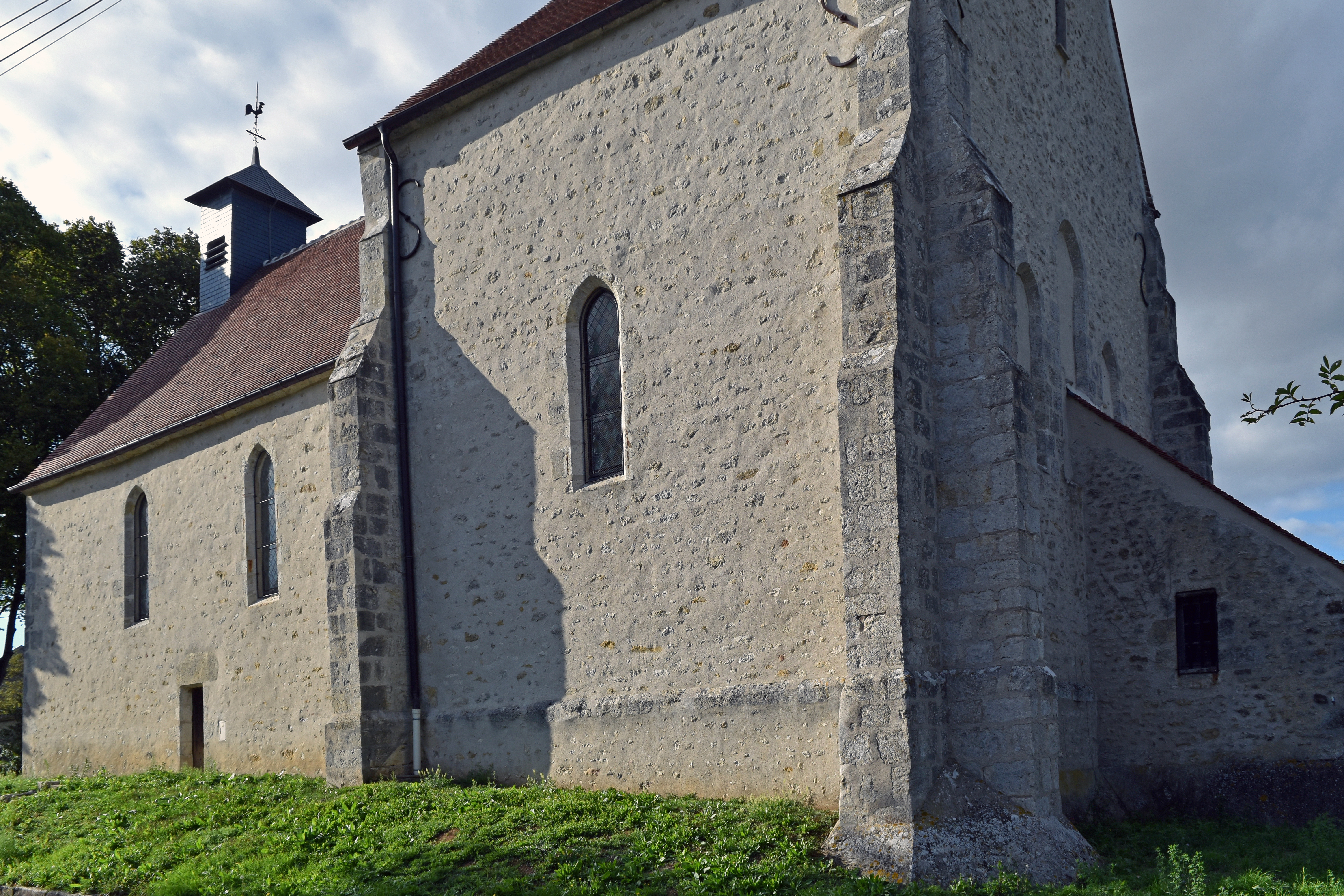
Kirche Saint-Blaise